# ナチスラーム

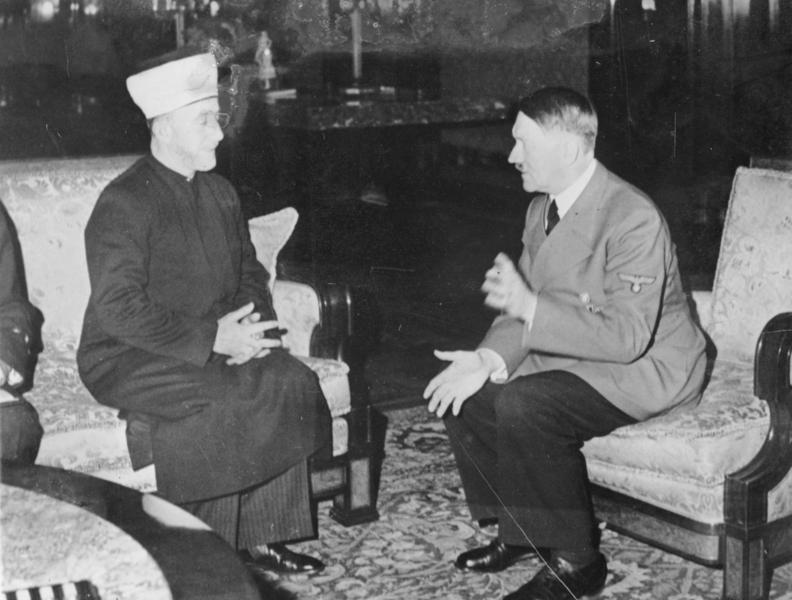
大尊師アミーン・フサイニーとアドルフ・ヒトラー。1941年11月28日。

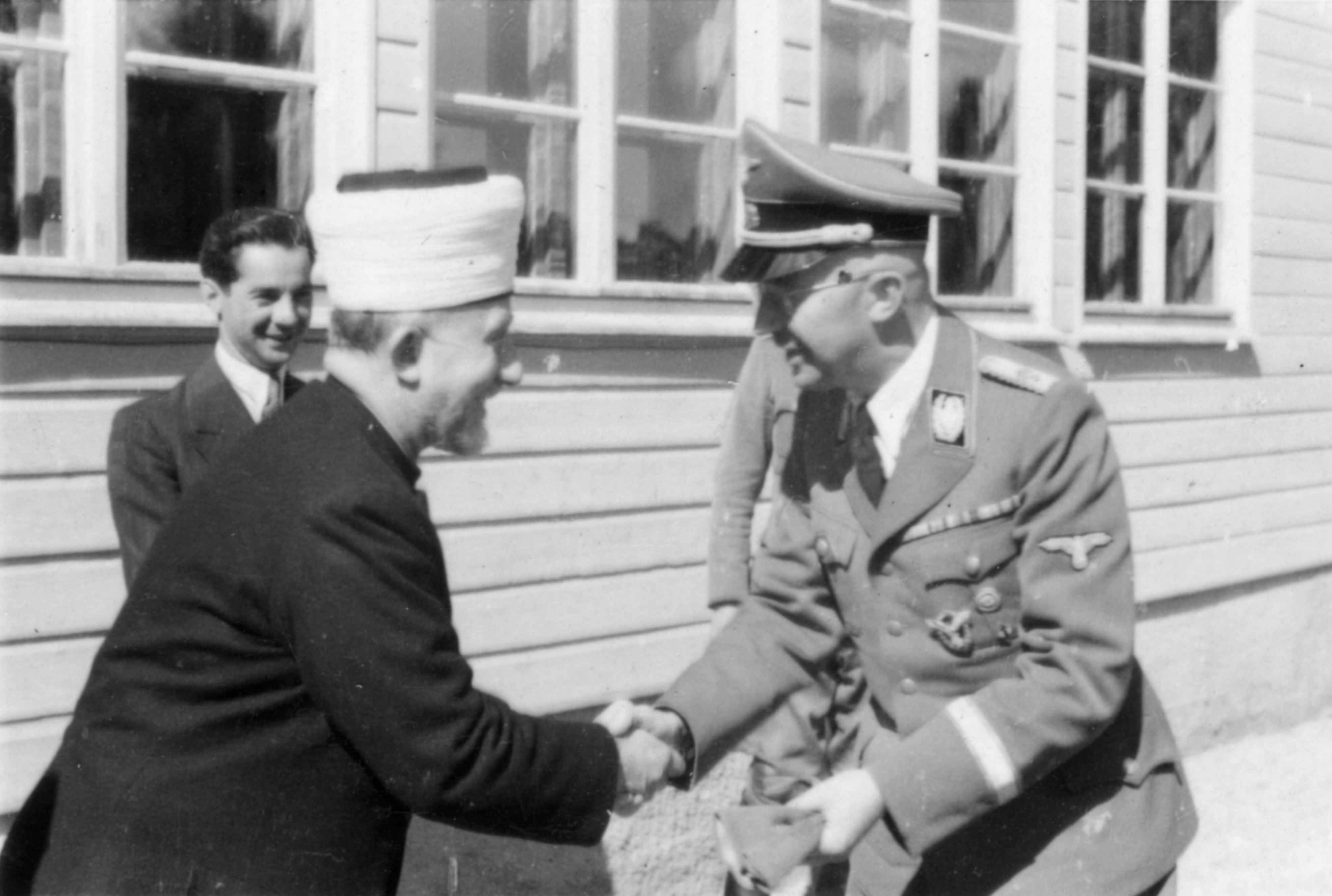
大尊師アミーン・フサイニーとナチス親衛隊長官ハインリヒ・ヒムラー

ナチスラーム（英: Nazislam, 独: Nazislam, 仏: Nazislam, 伊: Nazislam, 蘭: Nazislam 、ナチスラム）またはイスラーム系ナチズム（英: Islamic Nazism 、イスラーム的ナチズム）は、ナチズムとイスラームを関連付けた観点による用語。類似用語はイスラムファシズムなど。

## 用語
イスラーム的かつナチ的な人物・集団は、イスラーム系ナチ（Islamic Nazi イスラーム的ナチ）またはナチ系ムスリム（Nazi-Muslim ナチ的ムスリム）とも呼ばれる。
また批判的立場からは「西洋に対する戦争、死の崇拝、ヨーロッパの自殺」（war against the West, the cult of death, the suicide of Europe）とも呼ばれる。

## 概要
歴史的に、ナチズムとイスラームの同盟の例には、ナチス総統アドルフ・ヒトラーとイスラームの大ムフティーであるアミーン・フサイニーとの協力関係がある。アル＝フサイニーは、ナチ系ムスリム（Nazi-Muslim）の中の指導者［イマーム］に対し、イスラーム系ナチの施設を離れボスニアへ向かうよう言い、以下のように説いた。
アル＝フサイニー達ナチ系ムスリムの見解上では、ボスニア系ムスリム等のようなバルカン系ムスリムは、自分達を「精神的にアラブ（spiritually Arab）」、「人種的にドイツ（racially Germanic）」と見なしていた。「ナチ人種神話」（Nazi race mythology）によれば、バルカン系ムスリムはスラヴ人ではなくドイツ人だった。ナチスの権威主義的ヒエラルキーの中では、バルカン系ムスリムはスラヴ人より一段上に置かれた。

## 写真記録

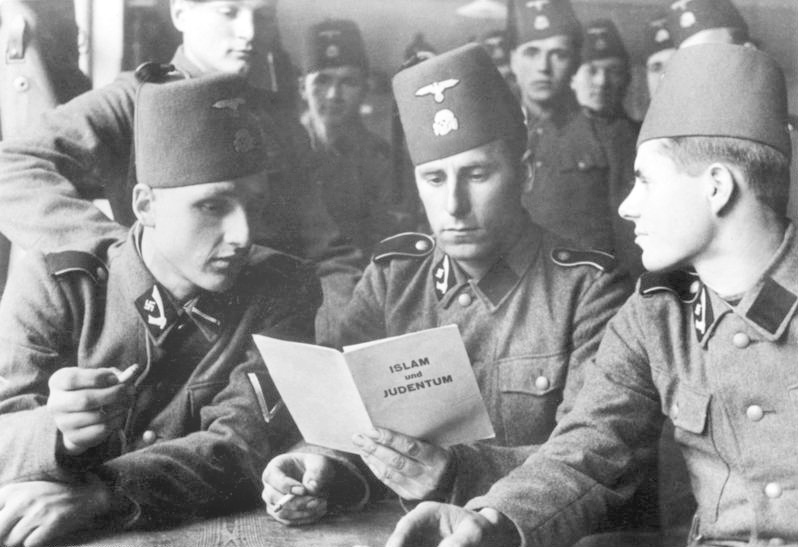
ナチス親衛隊師団「ハントシャール」所属のボスニア系ムスリム。反ユダヤ主義パンフレット『イスラームとユダヤ教』を手にしている。1943年。
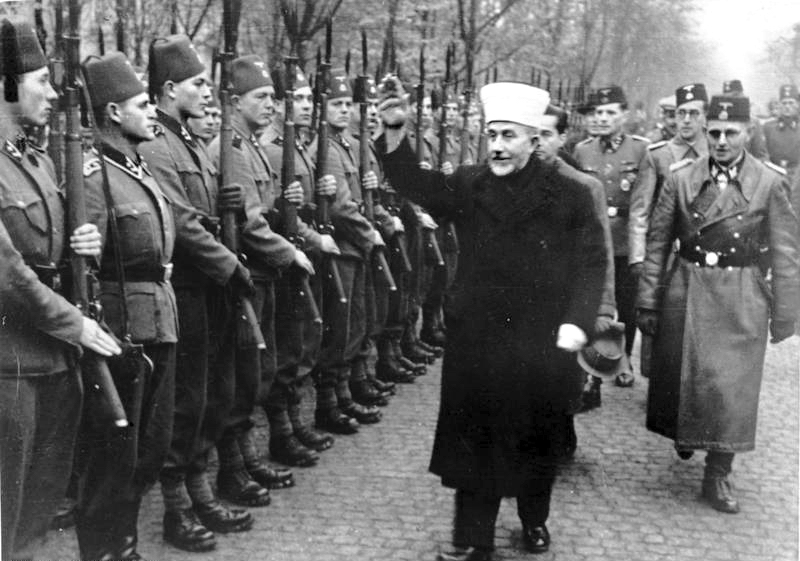
大尊師アル＝フサイニー、並びにナチス親衛隊少将カール＝グスタフ・ザウバーツヴァイク。1943年11月、ナチス親衛隊のボスニア系ムスリム義勇兵を閲兵している場面。
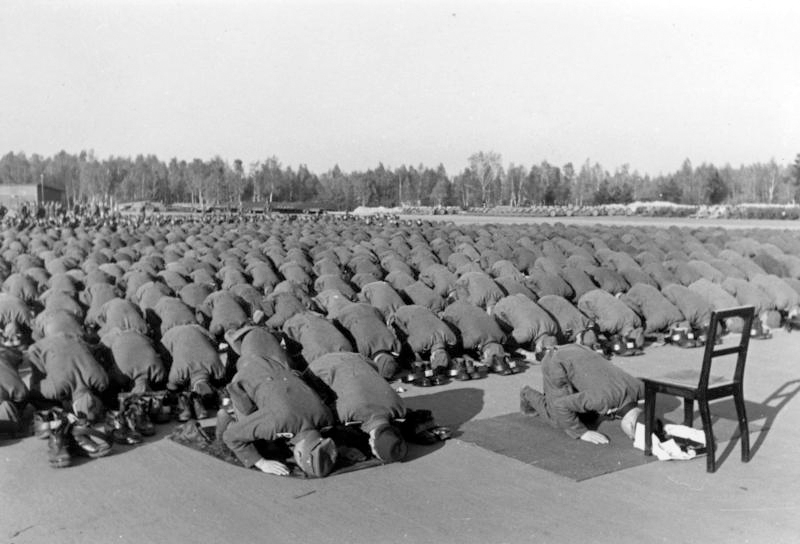
ナチス親衛隊師団「ハントシャール」所属のボスニア系ムスリム。ノイハンマーでの訓練中に祈っている。1943年11月。